# フロンテナック・モーター・コーポレーション
フロンテナック・モーター・コーポレーション(Frontenac Motor Corporation)は、ルイス・シボレー、ガストン・シボレーとの共同設立によるレーシングコンストラクター。ルイスは1915年にシボレー・モーター・カンパニーを去り、インディ500レースに復帰した。初年度はコーネリアンに乗ったが、翌年の1916年には自分たちの設計による車両に乗った。
会社名のフロンテナックは17世紀にフランスがアメリカ北部に植民地を作った際の統率者の名前である。フロンテナックのレースカーは1916年、1917年に活躍したが、第一次世界大戦で一時レースが中断し、その再開から1921年のシボレー兄弟引退の年まで再び活躍した。（ガストンが前年1920年にビバリーヒルズで行われたレースで事故死していた。）